# The Final Tour: The Bootleg Series, Vol. 6
The Final Tour: The Bootleg Series, Vol. 6 ist ein Livealbum von Miles Davis und John Coltrane, das 1960 im Olympia in Paris (21. März) im Konserthuset, Stockholm (22. März) und im Tivoli in Kopenhagen (24. März) aufgenommen wurde und am 23. März 2018 auf dem Label Columbia Records erschien. The Final Tour: The Bootleg Series, Vol. 6 ist die erste offizielle Veröffentlichung der Aufnahmen, von Miles Davis’ Europatournee im Jahr 1960, die in den Jahrzehnten zuvor in zahlreichen Bootleg-Versionen kursierten.
Knapp fünf Jahre lang hat John Coltrane Tenorsaxophon in der Band des Trompeters Miles Davis gespielt. In dieser Zeit – von 1955 bis 1959 – nahmen die beiden zusammen eine ganze Reihe legendärer Jazzalben auf, darunter ’Round About Midnight (1955) und Cookin’ (1956). Doch Coltrane suchte in dieser Phase nach seinen eigenen Aufnahmen 1959 (Coltrane Jazz und Giant Steps) nach neuen musikalischen Richtungen. „Die Spannung zwischen den beiden Männern, die kurz zuvor noch gemeinsam Kind of Blue aufgenommen hatten, prägt die Musik auf diesen vier CDs“, schrieb der Deutschlandfunk. „Was man hört“, schrieb Co-Produzent Michael Cuscuna, „ist eine Band am Ende ihrer Laufbahn, und man hört dieses Genie Coltrane, wie es dabei ist aufzubrechen und weiterzugehen.“

## Hintergrund
Anfang 1960 erhielt Miles Davis das Angebot, an einer Europatour mit dem Titel Jazz at the Philharmonic mitzuwirken, die der Impresario Norman Granz organisiert hatte und von George Wein produziert wurde. Die weiteren Headliner der Tournee waren Oscar Peterson und Stan Getz; vom 21. März bis 10. April 1960 traten sie in Frankreich, Schweden, Dänemark, in der Bundesrepublik Deutschland, Norwegen, Italien, Schweiz, Österreich und den Niederlanden auf, teilweise zwei Mal am Tag. Dies bot Davis die Chance, „auch auf der anderen Seite des Atlantiks Fuß zu fassen“.
Coltrane, obwohl er zu dieser Zeit dabei war eine eigene working group zusammenzustellen, ließ sich überreden mitzureisen, sprühte aber nicht gerade vor Begeisterung. In der Zeit letzter gemeinsamer Auftritte in den Vereinigten Staaten, so am 5. März 1960 in Oakland, hatte der Saxophonist bereits einen eigenen Auftritt mit seiner neuen Band im New Yorker Club Jazz Gallery gebucht. Coltrane hatte Miles Davis zunächst empfohlen, einen anderen Tenorsaxophonisten mitzunehmen, den damals 26-jährigen Wayne Shorter, welchen Davis dann 1964 in seine Band holte. Doch Miles Davis brauchte Coltrane, da dieser mit dem Material der Band vertraut war; schließlich konnte Davis Coltrane davon überreden, ein letztes Mal bei der Europatour in der Band zu spielen. Widerwillig akzeptierte Coltrane; nach Aussage von Jimmy Cobb drückte Coltrane auf der Tour stets sein Missvergnügen aus, indem er meist nur stumm aus dem Fenster des Tourneebusses schaute und orientalisch klingende Skalen auf dem Sopransaxophon spielte. „Er saß neben mir und wirkte, als könne er jederzeit das Handtuch werfen.“

Das Pariser Olympia in einer Aufnahme aus dem Jahr 1968. Hier begann am 21. März 1960 die Europatournee des Miles Davis Quintetts.

„Beim ersten Auftritt, der im Pariser Olympia stattfand, kam es schon fast zum Eklat, als Coltrane versuchte, seinen Chef an die Wand zu spielen. Der Saal bebte, Davis schien sich jedoch mit der Rolle als Nebendarsteller zu begnügen. Coltrane sei kaum bekannt gewesen, nach dem Auftritt aber zum Helden geworden, erinnert sich ein Zuschauer in der Zeitschrift New Yorker“. Davis begann sein Spiel lauthals mit ausgestreckten Ellbogen, und Coltrane antwortete in seinem Solo, indem er wild agierte, einem Spießrutenlauf gleich. Seine Darbietungen hatten den Erfolg eines Skandals; nach einigen langem und furiosen Soli reagierte das Publikum mit Pfiffen, aber es gab auch ausgelassenen Jubel. Für manche war Coltrane der Held des Abends. „Auf der Bühne blies er wie gewohnt in ein Tenorsaxophon und schien alle Noten auf seinem Instrument gleichzeitig spielen zu wollen. Da ihm das nicht möglich war, spielte er sie nacheinander - bei atemberaubender Geschwindigkeit.“ „Auf der 1960er Tour erlebte man nicht nur auf der Bühne, sondern auch im Zuschauerraum Erstaunliches,“ schrieb Ashley Kahn. „Das Publikum reagierte direkt und ungefiltert auf die emotional aufgeladenen, hochenergetischen Darbietungen der Band.“
Davis hatte für die Tour viel altbekanntes Material ausgewählt, etwa „Bye Bye Blackbird“, „On Green Dolphin Street“ oder „All Of You“ waren Standards aus den 1940er- und 1950er-Jahren, während „So What“ und „All Blues“ dagegen aus Kind of Blue stammten. „Natürlich entwickelten sich die Stücke im Lauf der Tour weiter, Davis stand auch wieder mehr im Mittelpunkt, während Coltrane sich nach und nach mäßigte beziehungsweise in seinen Soli nach einer "spirituellen Essenz" suchte, wie es ein Kritiker beschrieb“. Beim nächsten Auftritt nach Paris, im Konserthuset in Stockholm, „schien Davis irgendwie vorsichtig zu sein, nicht indem er befürchtete, nicht Schritt zu halten, doch wachsam, als ob er damit rechnen müsse, dass musikalische Grenzen verteidigt werden müssten“, schrieb Richard Brody im New Yorker. „Dagegen ließ Coltrane seinem Pariser Ausbruch edel-philosophische Spielfreude folgen, indem er einige Läufe der Melodie aufgriff und diese wiederholte, [...] sie Stück für Stück ausarbeitete, bis er eine außergewöhnliche Komplexität ausgebildet hatte, die sogar ihn selbst erstaunte, als sie an ihm vorbeiraste.“
Zum Schluss kommt John Coltrane in einem Interview mit dem schwedischen Rundfunk zu Wort. „Bist du wütend?“, fragte ihn der DJ Carl-Erik Lindgren. „Nein, bin ich nicht. Vielleicht hört es sich wütend an. Der Grund, weshalb ich so viele Klänge spiele, ist, dass ich viele Dinge ausprobiere. Gleichzeitig. Ich bin auf der Suche nach dem, was für mich Sinn macht“, so die Antwort eines entspannt klingenden Coltranes.
Auch eine weitere Erfahrung sollte Coltrane auf seiner letzten Tour mit Miles Davis machen. „Bevor er ging, gab ich ihm dieses Sopransaxophon“, schrieb der Trompeter in seiner Autobiografie, „jenes Instrument, das schließlich Coltranes Hinwendung zum, spirituellen Jazz kennzeichnen sollte.“ Seine Beziehung zu Coltrane sollte den Anstoß geben, sich [nach dessen Weggang] wieder neu zu erfinden. „Wenig später sollte keiner der Stars so klingen wie noch zuvor“.

## Musik des Albums
Wynton Kelly Trio

mit Wynton Kelly (links), Jimmy Cobb
 und Paul Chambers

Fotografie ca. 1957

(Shaw Artists Corporation,
 New York)

Link zum Bild

(Bitte Urheberrechte beachten)
Das Personal der Davis-Band schloss neben Coltrane größtenteils die Besetzung des 1959 eingespielten Albums Kind of Blue ein; Pianist Wynton Kelly, Kontrabassist Paul Chambers und der Schlagzeuger Jimmy Cobb. Auf dieser Tour fehlten Hauptpianist Bill Evans und Altsaxophonist Cannonball Adderley. Das Repertoire bestand aus den im Jahr zuvor im Studio aufgenommenen Nummern „So What“ und „All Blues“, außerdem die von Davis schon länger gespielten Standards „’Round Midnight“, „On Green Dolphin Street“, „Bye Bye Blackbird“' and „All of You“, „Walkin’“ und „Oleo“.
Thom Jurek beschrieb das Geschehen auf der Bühne am Beispiel von „All of You“ aus der ersten Show im Pariser Olympia: Von den ersten Momenten des Stücks an ist erkennbar, dass das, was passierte, nicht geplant war. „Es sollte jeden, möglicherweise mit der Ausnahme von Coltrane, überraschen“, und mit Coltranes über fünf Minuten ausdehntem Solo geriet das Stück schließlich 17 Minuten lang. Coltranes Solo enthält „Dissonanzen, scharfe Winzelzüge, und einen (zu dieser Zeit) untypischen Furor, als er neue Klänge, Griffe und Atemtechniken ausprobiert.“ Nach ihm bringt Wynton Kelly mit seinem eigenen Solo das Stück quasi zurück, indem er leichtfüßig, fließend, fachkundig und swingend agiere.
Auf „All of You“ folgt in Paris eine lodernde, 13-minütige Fassung von „So What“, „das den aufschlussreichen Kontrast offenbart, die diese Tour kennzeichnen sollte: die Neuinterpretation von Standards der 1940er- und 1950er-Jahre in Verbindung mit mehr offenem, weniger melodisch ausgerichtetem, modalen Material, verkörpert im Kind of Blue Material.“ In der ersten Fassung von „All Blues“, folgt Miles Davis Chambers und Kelly, „indem er in sein Spiel mehr Körperlichkeit steckt ohne seine lyrische Erfindungen zu opfern. Es lässt Coltranes wehklagendes Solo vorausahnen, voller Multiphonics, Hupgeräusche, Reihen mehrschichtiger Skalen, die Ost und West verweben. Die kurze Interpretation des Bop-Standards ‚Oleo‘ bildet die einzige Stelle in jeden der beiden Pariser Konzerte, bei der Saxophonist Coltrane sich selbst beherrscht. „All Blues“ aus Kopenhagen ist ebenso schneller; Chambers’ kurze solistische Einleitung wird von Kelly mit breiten repetitiven Figuren und Cobbs stotterndem Beat aufgegriffen, bevor Davis die reduzierte Melodie aufgreift und ausdehnt; damit öffnet er die Tür für Coltrane, der langsam beginnt, bevor er die Strukturen des Stücks weit aufbricht. Einmal mehr ist es Kellys groovendes Solo mit gloriosen Schnörkeln mit der rechten Hand, die das Stück zum Ausgleich bringt.“

## Produktion
Die drei Produzenten Steve Berkowitz, Michael Cuscuna und Richard Seidel hatten das verfügbare Material nach Kriterien der Klangqualität und der musikalischen Substanz ausgewählt; danach entschied man sich für die Mitschnitte der fünf Konzerte in Paris, Kopenhagen und Stockholm. In Kopenhagen stammten sie aus einem Mitschnitt des dänischen Radios.

## Rezeption
Giovanni Russonello schrieb in The New York Times, diese Tour sei „ein epochaler Moment im Jazz“ gewesen, indem er scheinbar zwei verschiedene Pfade für die Zukunft der Musik aufzeigte. Davis hatte ein enges Gruppengefüge aufgestellt und genoss die warmherzige Aufnahme seines neuen Albums Kind of Blue; „Coltrane hingegen blickte in eine ganz andere Richtung, riss seine Spieltechnik auseinander und suchte nach einer neuen Form von Transzendenz. Auf diesen Mitschnitten spaltet er Töne und wiederholt stürmische, arhythmische Phrasen; man hört wie das Publikum in Paris und Stockholm mit Verwirrung reagiert — und gelegentlich schreit, pfeift und buht.“
Werner Stiefele schrieb in Rondo, Coltrane blase „bereits nicht nur jene flirrenden Klangtrauben, die ihn Ende der 1950er-Jahre auszeichneten, sondern würzt diese auch durch Mehrstimmigkeiten und raue Intonation zwischen den eleganten Improvisationslinien. Auch Miles Davis lotete bereits die Grenzen des Hard Bop in langen, kraftvollen, verschlungenen Soli auf, während der Pianist Wynton Kelly, der Kontrabassist Paul Chambers und der Schlagzeuger Jimmy Cobb eine flexible Rhythmusgruppe bildeten, die ebenso souverän wie gelassen begleitete, sensibel auf die Solisten reagierte und in Triopassagen auch Wynton Kelly in den Vordergrund rückte. Das alles macht die Aufzeichnungen nicht nur zu einem Dokument jenes Quintetts. Jedes Konzert ist – trotz und wegen der Überschneidungen – hörenswert.“
Thom Jurek schrieb in Allmusic, die sechste Ausgabe der Miles Davis Bootleg Series von Columbia/Legacy schließe den Kreis zur Edition Miles Davis and John Coltrane: The Complete Columbia Recordings 1955–1961. Die Entscheidung, die Jazzstandards zu spielen, um eine Basis für größere Offenheit zu haben, sei weise gewesen und zeige sich nachweislich besonders in den drei Fassungen von „On Green Dolphin Street“. Obwohl die Tournee Miles Davis’ internationale Reputation endgültig etablierte, war es interessanterweise Coltrane, der von der Tour am meisten profitierte – er war zwar zuvor längst bekannt, aber danach unvergessen. Damit gehörten die historischen Mitschnitte zu den wichtigsten der Bootleg Series.

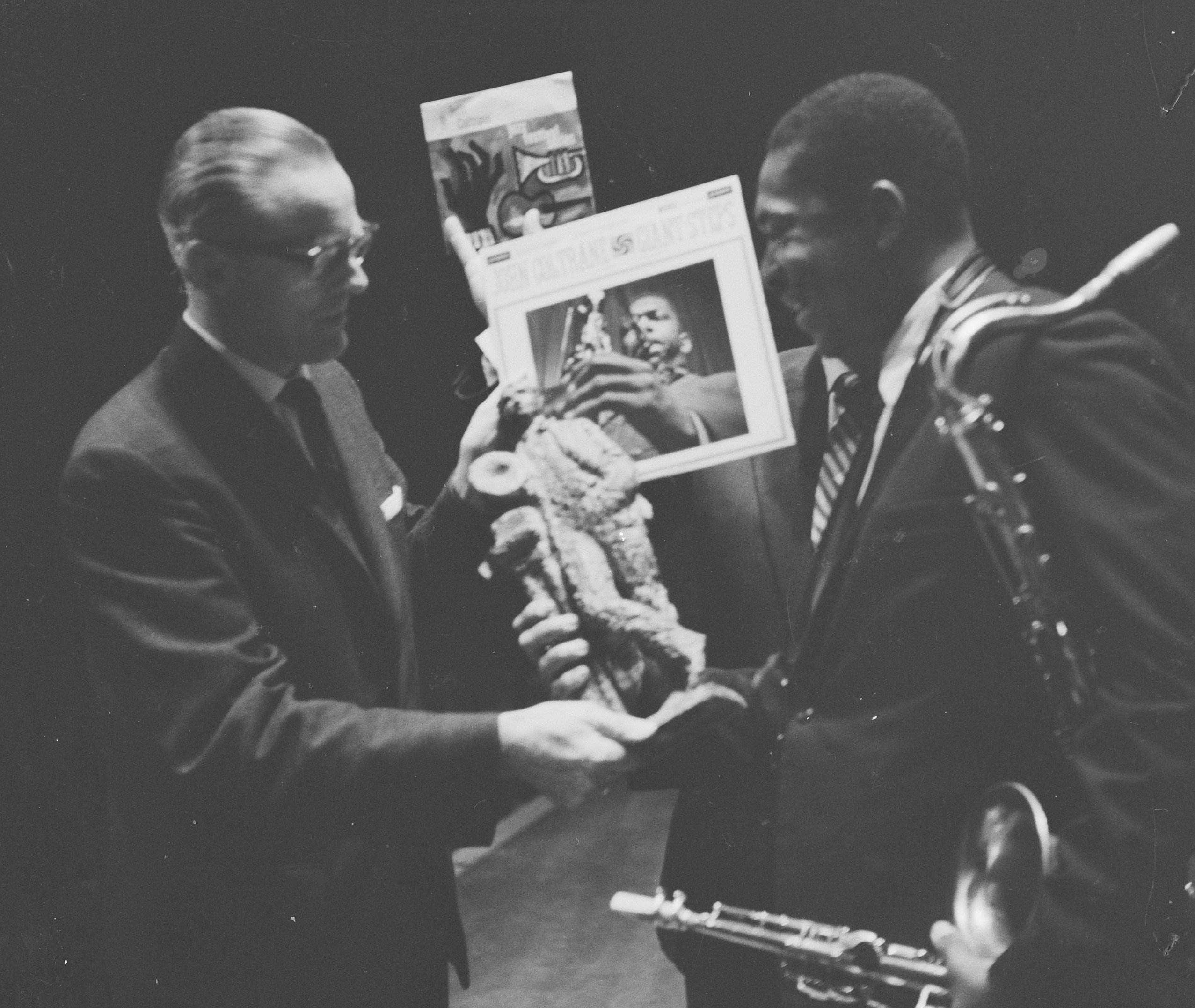
Für sein Album Giant Steps wurde John Coltrane 1961 in Amsterdam mit einem Edison ausgezeichnet

Andy Beta meinte in Pitchfork, die in jedem Stück der Mitschnitte hörbare Spannung zwischen Miles Davis und Coltrane mache die Edition zu einem faszinierenden Hörerlebnis; es sei ein Live-Dokument zweier Musiker, die dabei sind, die tektonischen Verschiebungen in ihren jeweiligen Stilen vorzunehmen. Nach der gemeinsamen Platte Kind of Blue hatte John Coltrane im selben Jahr begonnen, seine eigene Entwicklung im Album Giant Steps zu manifestieren. In den Mitschnitten von The Final Tour herrsche eine latente Spannung; sie manifestierte in fast jedem Titel der Edition den hörbaren Bruch zwischen Davis und Coltrane.
Als Beispiel führt der Autor die vier Takes von „So What“ an; während beim ersten Auftritt im Pariser Olympia Wynton Kelly dem Titel ein bluesiges und ausgelassene Feeling verleihe, Miles Davis wiederum in die hohen Register steigt und das Tempo anzieht, steigt Coltrane mit einer bluesigen Phrase ein, die sich kurz an Davis anlehnt, bevor er sein Vibrato weit ausbreitet. Coltrane beginnt dann, die Grenzen der Komposition auszuweiten und eine Vielzahl von Noten kommt schneller und schneller.
„Coltrane klingt in den Changes etwas eingeschränkt, als ob er angespannt wäre, nicht nur aus dem Song auszubrechen, sondern aus der Gravitationskraft der Erde. Nach etwa neun Minuten entlockt er mit seinem Überblasen und Dissonanzen einige Hupsignale und Pfeiftöne. Derweil sich das „New Thing“ im Jazz dank Leuten wie Ornette Coleman, Cecil Taylor und dem Sun-Ra-Holzbläser John Gilmore jetzt schon rührte und an Schlagkraft gewann, hatten nur wenige im europäischen Publikum die neuen Klänge live erlebt.“
Auch in „Bye Bye Blackbird“ blitzten die rauen Dissonanzen Coltranes auf; nur in ’Round Midnight” ist sein Spiel dicht und prägnant, führt Andy Beta weiter aus. „Ob es die Promoter, die Presse oder Davis selbst ware, der nie ein gutes Wort über die Free Jazz-Formgebungen eines Coleman oder Taylor geäußert hatte, Coltrane fühlte sich nach dieser Nacht ein bisschen mehr eingeschränkt.“ Wynton Kelly wiederum spielt „All Blues“ (im Original hatte Bill Evans den Part) mit eher asketischen Linien am Piano und gibt so dem Titel eine neue Facette, in dem er den Bläsern genug Raum zur Entfaltung gibt. Unterdessen agiere Coltranes solistische Unruhe wie eine Hummel in der Blütezeit, indem er den Song aus verschiedenen Perspektiven attackiert, hingegen Kelly verspielte Kaskaden und schillernde Akkorde spiele.

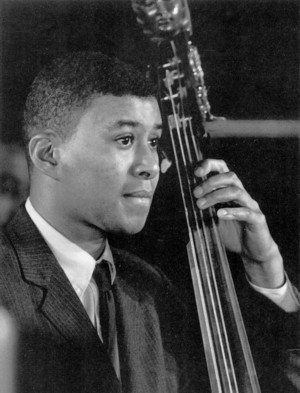
Paul Chambers

Der Autor kritisiert die Vorhersehbarkeit der Abläufe der einzelnen Titel; die Reihenfolge der Soli bleibe dabei immer die gleiche (erst Miles Davis, dann Coltrane, Kelly und gelegentlich auch Paul Chambers). Dennoch passiere auch manchmal Ungewöhnliches; so zitiere etwa Davis eine Linie aus „Dixie“ in einer Version von „Walkin’“, Kelly wirft eine Phrase aus Thelonious Monks „In Walked Bud“ in „So What“ ein, Coltrane zitiert in Stockholm „Willow Weep for Me“. Und inmitten Coltranes nächtlicher Missionen durch „So What“ lege er wiederum den Samen für etwas, das in wenigen Jahren einer seiner klassischen Stücke werden sollte, „Impressions“, geschaffen auf denselben harmonischen Strukturen wie der Titel aus Kind of Blue.
Enrico Merlin ging in seinem Buch Miles Davis 1959: A Day-By-Day Chronology mehr auf die stilistischen Veränderungen bei dem Bandleader ein: Miles wäre „sehr kreativ in einen Solos, und sehr fokussiert während der Thema/Exposition-Abschnitte.“ „1960 war Miles in  expressiver Hinsicht genauso weit weg von Kind of Blue wie Trane es war.“ Ko-Produzent Steve Berkowitz beleuchte die veränderte Rolle von Wynton Kelly nach dem Ausscheiden Cannonball Adderley im Herbst 1959, womit der Pianist eine breitere Rolle als Solist in der Band erhielte. Im Winter 1959/60 hatte Davis die Band erneut auf die Größe eines Sextetts gebracht, als er den Vibraphonisten Buddy Montgomery dazunahm. Der jüngere Bruder Wes Montgomerys spielte aber lediglich bei einigen Auftritten an der Westküste der USA mit und war auch für die Europa-Tour vorgesehen, als ihn in der Abflughalle des New Yorker Idlewild Airport Flugangst überkam und er in den Staaten blieb.
Auch Colin Fleming (JazzTimes) geht auf die Veränderungen ein, die Miles Davis’ Einstellungen hinsichtlich der Freiheit der Gruppenmitglieder und Kompositionen/Improvisationen betreffen: Der Trompeter, für seinen Teil, höre sicher genauestens hin, um die improvisatorischen Fähigkeiten seiner Band zu nutzen und für seine Kompositionen zu verwenden. Dies seien in jener Phase wichtige Voraussetzungen für das „Zweite Große Quartett“ (mit Shorter, Herbie Hancock, Ron Carter und Tony Williams). „Davis war weniger der Autor festgelegter Worte, eher jemand, der komponierte indem er lediglich markierte, was andere mit roter Tinte festgehalten haben, ihre Entwürfe überholend. Komponieren durch Modellieren. Trane brachte ihm bei, diesen Weg zu gehen. Der Saxophonist war mittlerweile bereits in seine verschiedenen Richtungen gegangen, wie man hören kann.“
Giuliano Benass meinte, das einzige Manko an dieser Zusammenstellung sei, dass sie nur die ersten Auftritte der Tour berücksichtige. Die Klangqualität sei außerordentlich, denn die Konzerte waren fürs Radio mitgeschnitten worden. Die Verantwortlichen bei Legacy/Columbia hätten sich wie gewohnt viel Mühe gegeben, das Material klanglich aufzuarbeiten sowie mit Bildern und einem begleitenden Essay des Experten Ashley Kahn zu versehen.
Für Ashley Kahn, von dem die Liner Notes stammen, liegt die Bedeutung der Tournee vor allem daran, dass der Trompeter aus dem amerikanischen Jazz-Club-Zirkel aufstieg auf die Stufe eines internationalen Musikstars, der in größeren Theatern der Hauptstädte Westeuropas spielte.
Richard Brody schrieb in The New Yorker, die gesamte Band sei „ein Hochgenuss. Kellys Solos, die auf die von Coltrane folgten, haben einen dahinplätschernd-liedhaften, leichtfüßigen, aber verblüffend abwechslungsreichen Lyrizismus; Chambers offenbart solide Melodik und perkussive Kontrapunkte, und Cobb zeigt rhythmische Fundierung [...]“. Zu den ausgewählten Mitschnitten jener Final Tour, so großartig und essentiell sie seien, merkt Brody an, dass sie „lediglich ein Teil der Geschichte“ seien; „Nicht mehr verzichten möchte ich auf Coltranes furiose Ausbrüche aus Frankfurt, Deutschland, in der folgenden Woche, oder die Konzerte zum Ende der Tour Anfang April, als es Davis gelingt, aus Coltranes Schatten zu kommen, und in den drei Stücken, die möglicherweise aus München stammen. Am Ende der Tour scheint Coltrane irgendwie umgestaltet – sein Spiel scheint manchmal nicht besänftigt oder unterdrückt, sondern  abgekehrt zu einer spirituellen Seinsform,“ damit vorwegnehmend die Stimmung und Inhalte von vielem dessen, was er mit der Musik seines eigenen klassischen Quartetts ausdrücken sollte und was schließlich im Sommer dieses Jahres entstehen sollte. Im Hinblick auf Davis zeige sich, dass er schon bald neue musikalische Richtungen einschlagen sollte; es mündete im neuen Quintett, das er 1963/64 zusammenstellte sollte.

## Auszeichnungen
Beim Readers Poll der Zeitschrift Down Beat war The Final Tour 2018 Gewinner in der Kategorie Historisches Album . Im April 2018 gelangte das Album auf Position 1 der amerikanischen Billboard Jazz Charts, wo es sechs Wochen blieb.
Ebenfalls 2018 wurde das Album beim Reader's Poll von JazzTimes nominiert, den jedoch  Both Directions at Once: The Lost Album von John Coltrane gewann. Beim Jazz Critics Poll des National Public Radio kam das Album in der Kategorie Rare Avis auf den zweiten Platz.

## Titelliste
- Miles Davis & John Coltrane: The Final Tour: The Bootleg Series, Vol. 6 (Columbia 88985448392, Legacy 88985448392, Sony Music 88985448392)

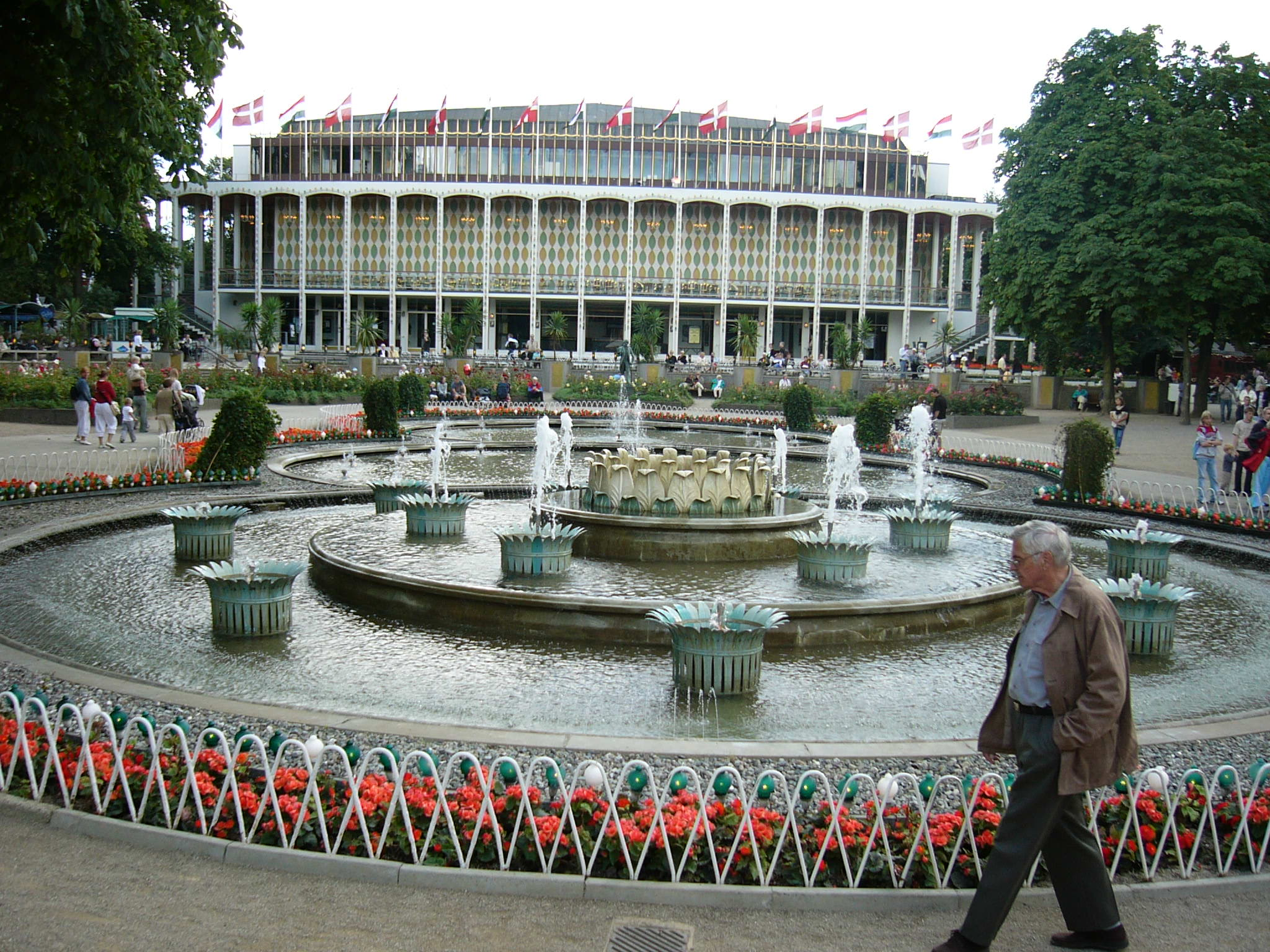
Der Tivolis Koncertsal in Kopenhagen; hier trat das Miles Davis Quintett am 24. März 1960 auf.

### CD 1
Olympia, Paris, France March 21, 1960First Concert
1 All of You (Cole Porter) 17:05

2 So What (Davis) 13:06

3 On Green Dolphin Street (Bronislau Kaper, Ned Washington) 14:59

Olympia, Paris, France March 21, 1960Second Concert

4 Walkin’ (Richard Carpenter) 15:52

### CD 2
Olympia, Paris, France March 21, 1960Second Concert
1 Bye Bye Blackbird (Mort Dixon, Ray Henderson) 14:01

2 ’Round Midnight (Bernie Hanighen, Cootie Williams, Thelonious Monk) 5:37

3 Oleo (Sonny Rollins) 4:22

4 The Theme (Davis) 0:50

Tivolis Koncertsal, Copenhagen, Denmark March 24, 1960
5 Introduction (By Norman Granz) 0:59

6 So What (Davis) 14:37

7 On Green Dolphin Street (Kaper/Washington) 14:35

8 All Blues (Davis) 15:31

9 The Theme (Incomplete) I(Davis) 0:31

### CD 3
Konserthuset, Stockholm, Sweden March 22, 1960First Concert

1 Introduction (By Norman Granz) 1:11

2 So What (Davis) 10:35

3 Fran Dance (Davis) 7:25

4 Walkin’ (Carpenter) 16:21

5 The Theme (Davis) 0:53

### CD 4
Konserthuset, Stockholm, Sweden March 22, 1960Stockholm Second Concert
1 So What (Davis) 15:20

2 On Green Dolphin Street (Kaper/Washington) 13:40

3 All Blues (Davis) 16:10

4 The Theme (Davis) 0:59

5 Interview (mit John Coltrane von Carl-Erik Lindgren) 6:13

## Editorische Hinweise
Neben der 4-CD-Edition von Columbia/Legacy erschien eine LP-Ausgabe (The Final Tour: Copenhagen, March 24, 1960) und eine Doppel-LP (Miles Davis & John Coltrane – The Final Tour: Paris, March 21, 1960) bei Vinyl Me, Please als Teil der Edition VMP Classics als Subskription in einer 180g-Vinyl-Fassung.

## Anhang

### The Bootleg Series
Die von Columbia/Legacy in der Bootleg Series mit veröffentlichten Aufnahmen von Miles Davis umfasst gegenwärtig (Stand 2018) die folgenden Editionen:
1. Live in Europe 1967: The Bootleg Series Vol. 1 (ed. 2011)
2. Live in Europe 1969: The Bootleg Series, Vol. 2 (ed. 2013)
3. At the Fillmore – Miles Davis 1970: The Bootleg Series, Vol. 3 (ed. 2014)
4. At Newport 1955–1975: The Bootleg Series, Vol. 4 (ed. 2015)
5. Freedom Jazz Dance: The Bootleg Series, Vol. 5 (rec. 1965–68, ed. 2016)

### Tourneestationen und zuvor erfolgte und unautorisierte Veröffentlichungen von Mitschnitten der Europatournee von 1960

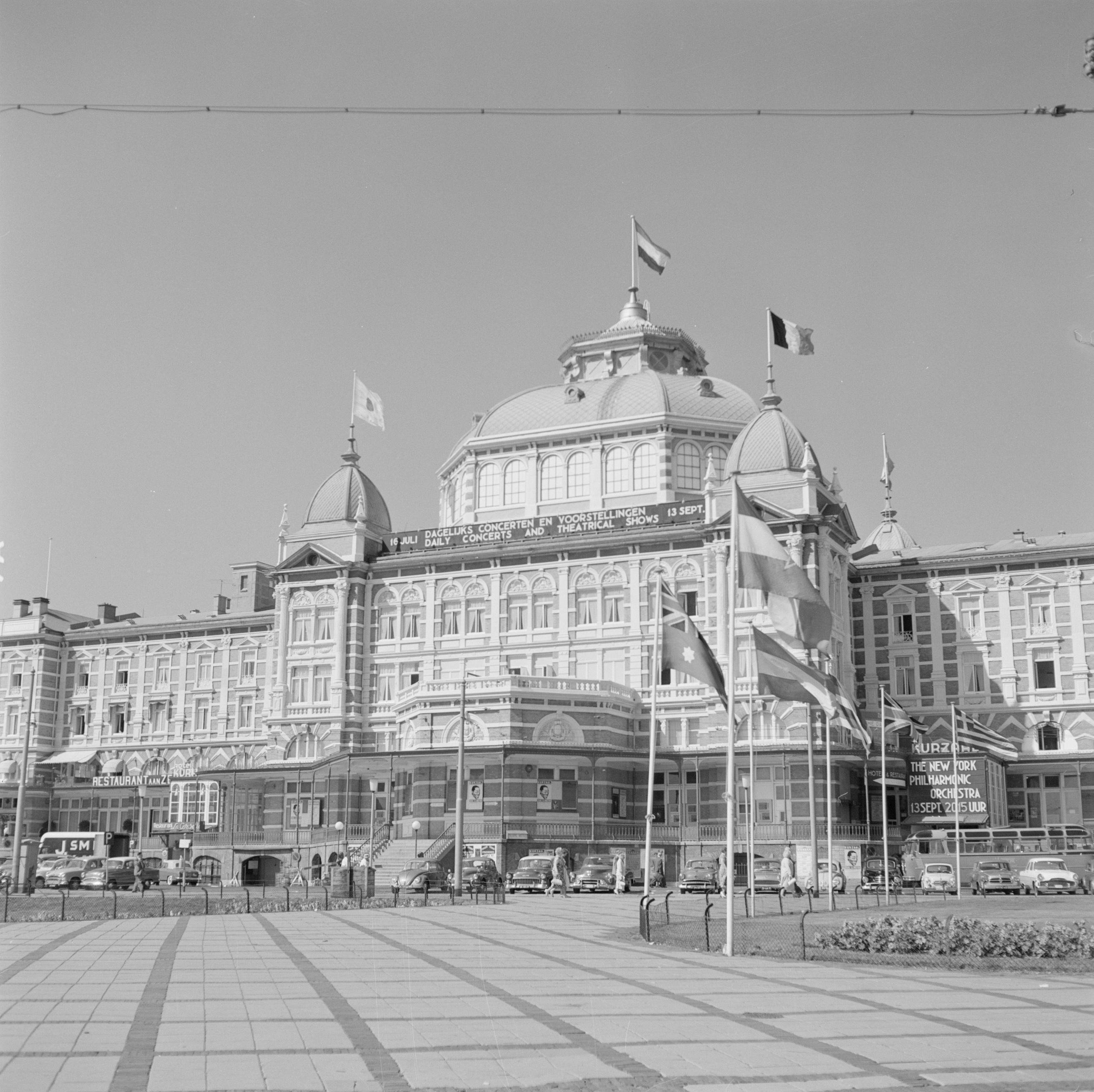
Das Kurhaus in Scheveningen in einer Aufnahme von 1959. Dort trat das Miles Davis Quintett am 9. April 1960 auf.

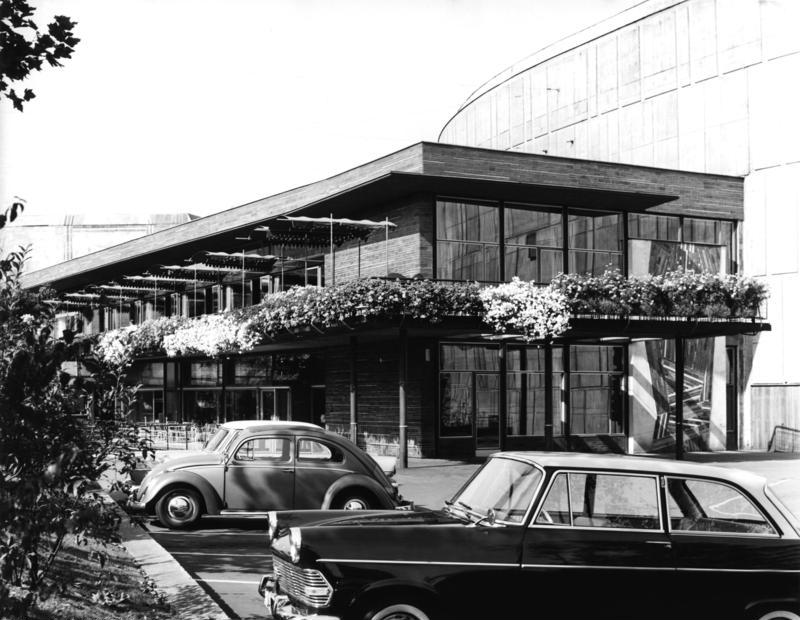
Die Stuttgarter Liederhalle in einer Aufnahme von 1961. Hier trat Coltrane am 10. April 1960 zum letzten Mal mit Miles Davis auf; sechs Tage später spielte er in Manhattans Town Hall mit eigener Band.

Die (keine Vollständigkeit anstrebende) Übersicht dokumentiert bisher erfolgte Ausgaben von Mitschnitten der Europatournee von Miles Davis mit John Coltrane.
- Olympia (Paris): 21. März – Miles Davis in Concert avec Europe 1: Olympia Theatre 1960 (Trema (F)710455)
- Konserthuset (Stockholm): 22. März – Miles Davis & John Coltrane Live in Stockholm 1960 (Dragon (Swd) DRLP90)
- Njardhallen (Oslo): 23. März
- Tivoli Konsertsal, Kopenhagen: 24. März – Copenhagen, 1960 (Royal Jazz (Dan)RJ501)
- Niedersachsenhalle (Hannover): 25. März
- Weser-Ems-Hallen (Oldenburg): 26. März
- Sportpalast (West-Berlin): 27. März
- Musikhalle (Hamburg): 29. März
- Kongreßhalle Frankfurt: 30. März – The 1960 German Concerts (Jazz Lips [E] JL 776)
- Teatro Dell Arte (Mailand): 31. März
- Rheinhalle, Düsseldorf: 1. April –
  - Bei der Gelegenheit entstanden die einzigen Aufnahmen John Coltranes mit Stan Getz („Moonlight in Vermont“). Weitere Mitwirkende der Session waren Wynton Kelly, Oscar Peterson (in „Rifftide“), Paul Chambers und Jimmy Cobb. Die Aufnahmen entstanden in einem Studio des WDR und erschienen in unterschiedlichen Zusammenstellungen als Miles Davis – The Complete 1960 Holland Concerts (Green Corner 100890, ed. 2014), 1960 Duesseldorf (WDR/Jazzline (G)N77002) und John Coltrane : European Tour 1961 [sic!] (Le Chant du Monde (F)5742745.5)[20]

- Messehalle Köln: 2. April
- Deutsches Museum, Kongress-Saal (München): 3. April – dto.
- Theater Karlsruhe: 4. April
- Donauhalle Ulm: 5. April
- Stadthalle Wien: 6. April
- Messehalle Nürnberg: 7. April
- Kongresshaus (Zürich): 8. April – Zurich 1960 (TCB (Swi)02312)
- Kurhaus Scheveningen: 9. April (abends) – Miles & Coltrane Quintet Live (Unique Jazz UJ19, Jazz Door 1226)
- Concertgebouw (Amsterdam): 9. April (Mitternacht) – So What – Jazz at the Concertgebouw (Netherlands Jazz Archive (Du)NJA1301)
- Liederhalle (Stuttgart): 10. April[21] -